# Brindabella National Park
Brindabella National Park är en park i Australien. Den ligger i delstaten New South Wales, i den sydöstra delen av landet, omkring 270 kilometer sydväst om delstatshuvudstaden Sydney. Arean är 185 kvadratkilometer.
Trakten runt Brindabella National Park är nära nog obefolkad, med mindre än två invånare per kvadratkilometer.. Det finns inga samhällen i närheten.
I omgivningarna runt Brindabella National Park växer i huvudsak städsegrön lövskog. Genomsnittlig årsnederbörd är 1 197 millimeter. Den regnigaste månaden är februari, med i genomsnitt 188 mm nederbörd, och den torraste är oktober, med 72 mm nederbörd.